# 黑龙庙 (乐都区)
黑龙庙，位于中国青海省海东市乐都区共和乡大庄村，为青海省市县级文物保护单位，公布日期为2003年6月20日，类型为古建筑。
黑龙庙的历史年代为清。